# Museu Nacional d'Història Natural (Luxemburg)
|  | Aquest article tracta sobre el museu nacional luxemburguès. Vegeu-ne altres significats a «Museu Nacional d'Història Natural». |

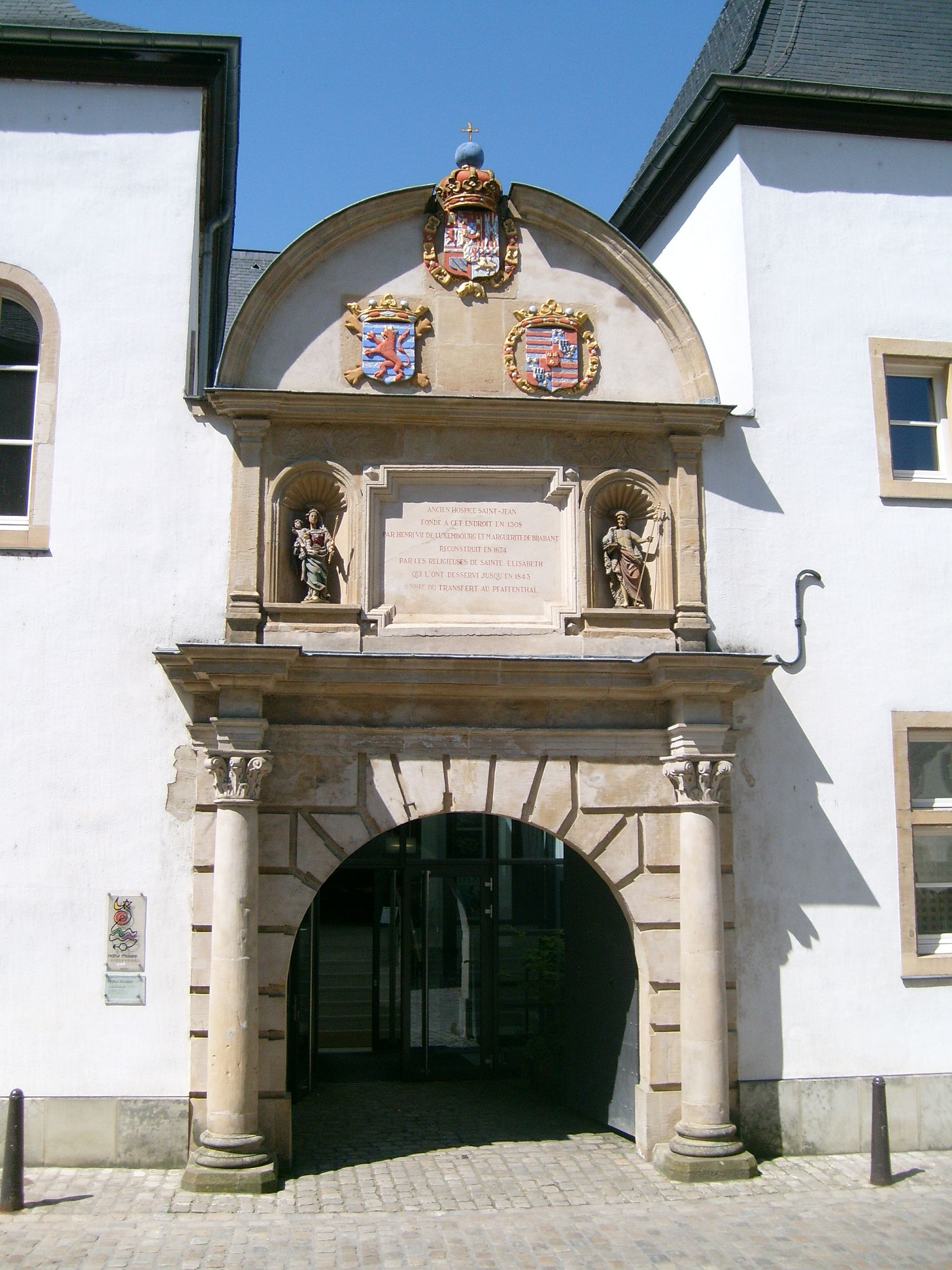
Entrada al museu.

El Museu Nacional d'Història Natural (en luxemburguès: Nationalmusée fir Naturgeschicht, en francès: Musée d'Histoire Naturelle nacional) és un museu d'història natural a la ciutat de Luxemburg, al sud de Luxemburg. El museu està situat al barri Grund a la riba oriental del riu Alzette, al costat del centre cultural de l'Abadia de Neumünster.
El museu consta de vuit seccions científiques independents, que abasten les ciències naturals, botànica, ecologia, geologia i mineralogia, geofísica i astrofísica, paleontologia, zoologia, vertebrats, i invertebrats.

## Història
La Societat de les Ciències Naturals es va establir el 1850, sota el patrocini del príncep Enric, el governador acabat de nomenar de Luxemburg que representava el Gran Duc Guillem III del Països Baixos. El principal objectiu de la societat va ser la promoció de les ciències naturals i la història natural a la població general. Per aconseguir-ho, el govern va posar a disposició de la societat una part de la «city Athenaeum», ara la Biblioteca Nacional. Va obrir les portes el 1854, en aquesta zona va ser l'amfitrió d'una sèrie de gabinets que mostraban fòssils exemplars, distribuïts en tres cambres.
Després de quasi quatre dècades d'aquest acord, la pressió per millorar l'àrea de visualització el museu va haver de fer un canvi als seus propis locals, a Vauban en Pfaffenthal, el 1892. Tanmateix, aquests locals també van ser criticats per ésser poc atractius per als visitants, per tant, no van aconseguir l'objectiu del museu per promoure la història natural al públic en general.
Una vegada més el museu es va traslladar el 1922. El nou lloc l'antiga Gendarmeria, al Mercat del peix, en el centre històric de la ciutat de Luxemburg, que el museu comparteix amb el Museu Nacional d'Història i d'Art. [1] Comprat pel govern, l'edifici, a més a més d'una casa veïna, no van ser inicialment aptes per a la carcassa del museu, i l'estat es va embarcar en un programa de renovació, mentrestant, les col·leccions van ser tancades al públic, causant malestar públic. Les renovacions quasi s'havien completat quan va esclatar la Segona Guerra Mundial, l'ocupació alemanya va causar que el museu se traslladés, novament temporalment, per protegir les seves col·leccions. Malgrat la guerra, l'edifici al Mercat del peix va romandre pràcticament intacte, el que va permetre al museu tornar a ocupar els locals immediatament. El 1946, es va obrir una instal·lació temporal, que va marcar el retorn del museu per al seu propòsit original, trenta-quatre anys després del seu tancament. L'any 1952, l'última sala va ser oberta, en un retorn al funcionament normal.
Va ser a les dècades posteriors a la guerra que el museu se'n va anar diversificat lluny de les seves activitats bàsiques, la participació en camps com la geofísica i astrofísica; el compromís del museu per a aquests camps es va deure, entre altres coses, a la pressió que el museu era propietari del primer microscopi electrònic del país. L'ampliació del museu en aquests sectors addicionals es va realitzar a l'espai del Mercat de peix, on el Museu Nacional d'Història i d'Art també s'estava expandint. Després d'una recerca d'una dècada d'un nou lloc adequat, l'11 de gener de 1990, la Cambra de Diputats va acordar restaurar l'Hospici de Saint Jean, al Grund.
El nou lloc va ser inaugurat al juny de 1996, distribuït en tres edificis, cadascun dedicat a un aspecte diferent de les funcions del museu: pantalles de col·lecció, ensenyament de les aules i laboratoris de recerca.